# Bundesministerium für Bildung, Wissenschaft und Kultur
Die als Bundesministerium für Bildung, Wissenschaft und Kultur (kurz BMBWK, Bildungsministerium oder seinerzeit Zukunftsministerium) bezeichnete österreichische Verwaltungseinrichtung des Bundes war vor allem zuständig für das Schulwesen, die wissenschaftliche Forschung und Lehre (Universitäten, Universitätskliniken, Fachhochschulen; Bibliothekswesens), die Museen und den Denkmalschutz.
Das Ministerium wurde 2000, in den ersten zwei Monaten nach Antritt der Regierung Schüssel I, durch die Umbildung aus dem Bundesministerium für Unterricht und kulturelle Angelegenheiten (BMUK) und dem Bundesministerium für Wissenschaft und Verkehr (BMWV) geschaffen.

2007, in der Regierung Gusenbauer, wurde es in das Bundesministerium für Unterricht, Kunst und Kultur (BMUKK, Unterrichtsministerium) und das Bundesministerium für Wissenschaft und Forschung (BMWF, Wissenschaftsministerium) aufgeteilt.
Es war ein klassisches Gesamt-Kulturministerium, wie es das in Österreich bis 1970 gegeben hatte.

## Bundesminister
In der Zeit des Bestehens dieses Ministeriums war Bundesministerin:
Elisabeth Gehrer (ÖVP)
Sie war schon seit 1995 Unterrichtsminister (für Schulbildung) gewesen und leitete dann das vereinte Bildungsministerium (für Schul- und Hochschulbildung).
Nach der Nationalratswahl 2006, im Vorfeld der Angelobung der Bundesregierung Gusenbauer, waren Claudia Schmied (SPÖ) als designierte Bundesministerin für Unterricht, Kunst und Kultur und Johannes Hahn als designierter Bundesminister für Wissenschaft und Forschung für die wieder getrennten Ressorts zuständig.

## Kompetenzen
Das BMBWK war zuständig für:
- Schulwesen
  - Schulerhaltung, Schulerrichtung und Schulauflassung mit Ausnahme der Schulerhaltung
  - Aus- und Weiterbildung sowie Dienstprüfung der Lehrer
  - Mitwirkung des Bundes in Angelegenheiten des Dienstrechts und der Erstellung der Stellenpläne für Landeslehrer (soweit sie nicht in den Wirkungsbereich des Bundesministeriums für Land- und Forstwirtschaft, Umwelt und Wasserwirtschaft fällt)
  - Kindergarten- und Hortwesen
  - u. a. auch: Bildungsevidenz
- Angelegenheiten der Wissenschaften (wissenschaftliche Forschung und Lehre)
  - Universitäten (einschließlich betriebswirtschaftlicher Angelegenheiten sowie Angelegenheiten der Kostenbeteiligung des Bundes an der Errichtung, Ausgestaltung und dem Betrieb von Universitätskliniken)
  - Angelegenheiten der studentischen Interessenvertretung und der Studienbeihilfen und Stipendien
  - Fachhochschulen
  - wissenschaftliche(s)
    - Anstalten und Forschungseinrichtungen (einschließlich der österreichischen Akademie der Wissenschaften, Geologische Bundesanstalt, Zentralanstalt für Meteorologie und Geodynamik)
    - Berufsvorbildung, Berufsausbildung und Berufsfortbildung
    - Bibliotheks-, Dokumentations- und Informationswesen
    - Sammlungen und Einrichtungen
    - Forschung und der internationalen Mobilitätsprogramme sowie europäischen Rahmenprogramme
- Lebenswissenschaften und Förderung von Ersatzmethoden zum Tierversuch
- Museen (soweit diese Angelegenheiten nicht in den Wirkungsbereich des Bundesministeriums für Inneres oder des Bundesministeriums für Landesverteidigung fallen); Denkmalschutz; Österreichischen Nationalbibliothek, Österreichischen Phonothek, Hofmusikkapelle
- Kultus
- Volksbildung
- schulischen, wissenschaftlichen, kulturellen und kirchlichen Stiftungen und Fonds
- Förderung der Schul- und Kulturfilme

## Organisation
Das BMBWK war in Sektionen, Abteilungen und Referate gegliedert:
- Bundesminister
  - Zentralsektion: Personal- und Organisationsangelegenheiten der Zentralstelle; Budget, Raum. Öffentlichkeitsarbeit; Förderungen
  - Sektion I: Allgemein bildendes Schulwesen; Bildungsplanung; Internationale Angelegenheiten
  - Sektion II: Berufsbildendes Schulwesen
  - Sektion III: Personal- und Schulmanagement; Legistik
  - Sektion IV: Kultur
  - Sektion V: Statistik; Allgemeine pädagogische und IT-Angelegenheiten; Erwachsenenbildung
  - Sektion VI: Wissenschaftliche Forschung; Internationale Angelegenheiten – Bereich Wissenschaft
  - Sektion VII: Universitäten, Fachhochschulen
  - Zentralausschüsse
  - Einrichtungen zur Beratung der Bundesministerin (u. a. Schulreformkommission, Elternbeirat, Akkreditierungsrat zur Anerkennung als Privatuniversitäten)

## Historische Entwicklung
| Zeitraum            | Unterrichtsministerium | Wissenschaftsministerium |
| ------------------- | --- | --- |
| 1848                | Ministerium des öffentlichen Unterrichts | |
| 1849                | Ministerium für Cultus und Unterricht | |
| 1861–1867           | sistiert | |
| 1867–1918           | Ministerium für Cultus und Unterricht | |
| 1918–1920           | Staatsamt für Inneres und Unterricht | |
| 1919–1923           | Bundesministerium für Inneres und Unterricht | |
| 1923–1938 1945–1970 | Bundesministerium für Unterricht Innenpolitik dem Bundeskanzleramt eingegliedert | |
| 1970–1984           | Bundesministerium für Unterricht und Kunst Kunstangelegenheiten in Abgrenzung zum neuen Wissenschaftsministerium betont | Bundesministerium für Wissenschaft und Forschung Neu begründet |
| 1985–1991           | Bundesministerium für Unterricht, Kunst und Sport Sportressort von Sinowatz betont | Bundesministerium für Wissenschaft und Forschung Neu begründet |
| 1991–1994           | Bundesministerium für Unterricht und Kunst Sportressort in das neue Bundesministerium für Gesundheit, Sport und Konsumentenschutz eingegliedert | Bundesministerium für Wissenschaft und Forschung Neu begründet |
| 1994–2000           | Bundesministerium für Unterricht und kulturelle Angelegenheiten | Bundesministerium für Wissenschaft und Forschung Neu begründet |
| 1995–1996           | Bundesministerium für Unterricht und kulturelle Angelegenheiten | Bundesministerium für Wissenschaft, Forschung und Kunst Kunstangelegenheiten vom Unterrichtsministerium |
| 1996–1997           | Bundesministerium für Unterricht und kulturelle Angelegenheiten | Bundesministerium für Wissenschaft, Verkehr und Kunst Verkehrspolitik vom aufgelösten Bundesministerium für öffentliche Wirtschaft und Verkehr |
| 1997–2000           | Bundesministerium für Unterricht und kulturelle Angelegenheiten | Bundesministerium für Wissenschaft und Verkehr Die Kunstagenden wurden 1997 an das Bundeskanzleramt übergeben. |
| 2000–2007           | Bundesministerium für Bildung, Wissenschaft und Kultur In der Regierung Schüssel I wurden die Wissenschaftsagenden in das bisherige Bundesministerium für Unterricht und kulturelle Angelegenheiten eingegliedert; die Verkehrsagenden wurden dem neu geschaffenen Bundesministerium für Verkehr, Innovation und Technologie zugeteilt. | Bundesministerium für Bildung, Wissenschaft und Kultur In der Regierung Schüssel I wurden die Wissenschaftsagenden in das bisherige Bundesministerium für Unterricht und kulturelle Angelegenheiten eingegliedert; die Verkehrsagenden wurden dem neu geschaffenen Bundesministerium für Verkehr, Innovation und Technologie zugeteilt. |
| 2007                | Bundesministerium für Unterricht, Kunst und Kultur | Bundesministerium für Wissenschaft und Forschung |

## Spätere Wahrnehmung der Zuständigkeiten
2007, mit Antritt der Regierung Gusenbauer, wurde das Gesamt-Bildungsministerium wieder aufgetrennt, und mit Bundesministerium für Unterricht, Kunst und Kultur und Bundesministerium für Wissenschaft und Forschung wieder zwei Spezialministerien für die beiden Sektoren eingerichtet. Nachdem für Wissenschaft und Forschung von 2014 bis 2018 das Bundesministerium für Wissenschaft, Forschung und Wirtschaft zuständig war, wurde 2018 mit Antritt der Regierung Kurz I erneut ein Gesamtbildungsministerium, allerdings ohne Kultur, mit dem Namen Bundesministerium für Bildung, Wissenschaft und Forschung geschaffen.

## Sonstiges
- Als erstes österreichisches Ministerium hat das BMUKK eine offizielle Fanseite auf dem Social Network Facebook eingerichtet.[1]